# Pięknie jest
Pięknie jest – drugi singiel z debiutanckiego albumu Ramony Rey wydanego w 2006 roku. Autorem muzyki jest Igor Czerniawski, a słów utworu Ramona Rey.

## Teledysk
Teledysk przedstawia artystkę jako syrenę w podwodnym królestwie. Kolejne sceny ukazują piosenkarkę wśród lodu, a także huśtającą się w wyimaginowanym pomieszczeniu. Wideoklip emitowany był m.in. w Viva Polska i 4fun.tv.